# 陶山書院

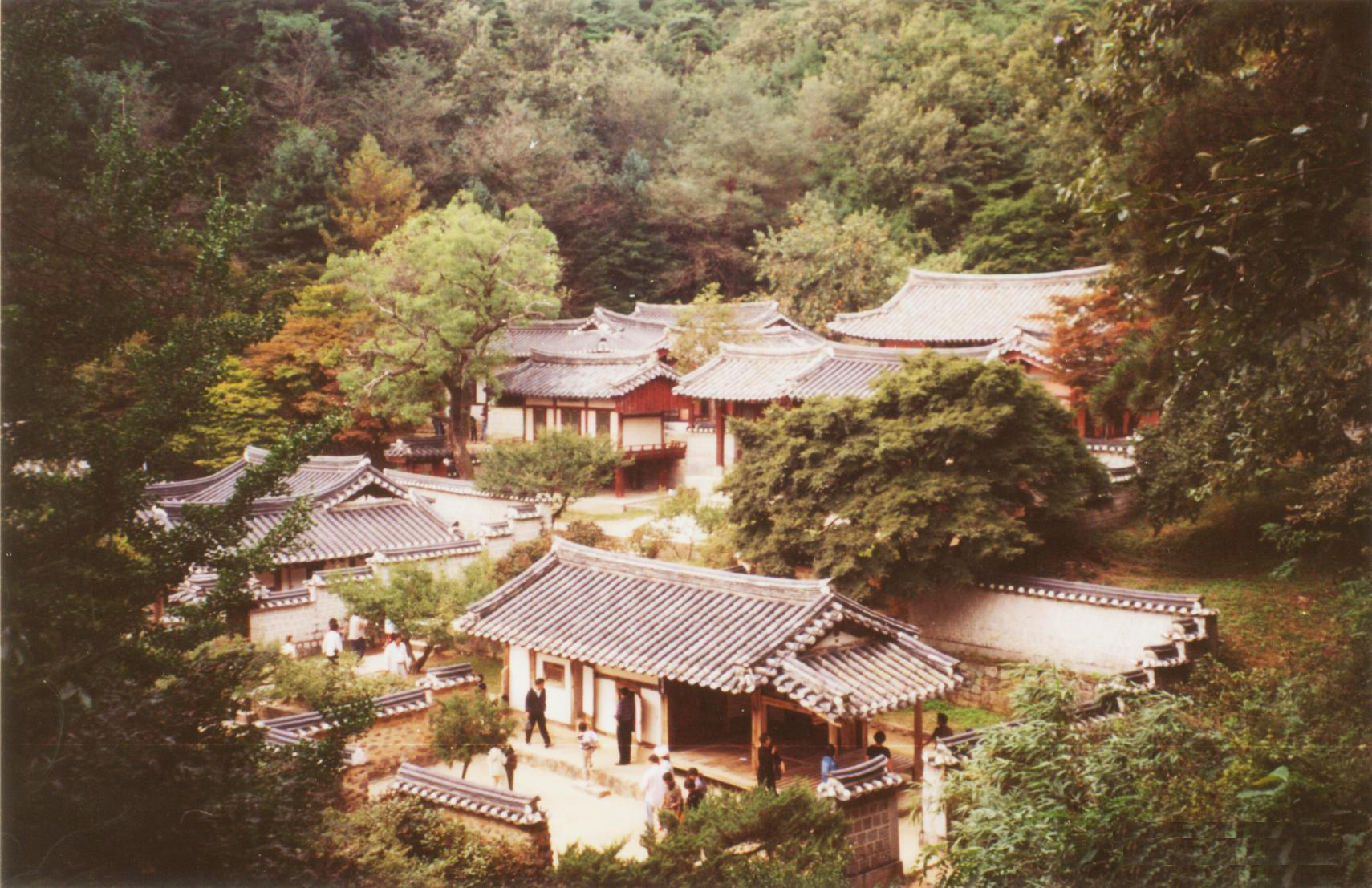
陶山書院の全景

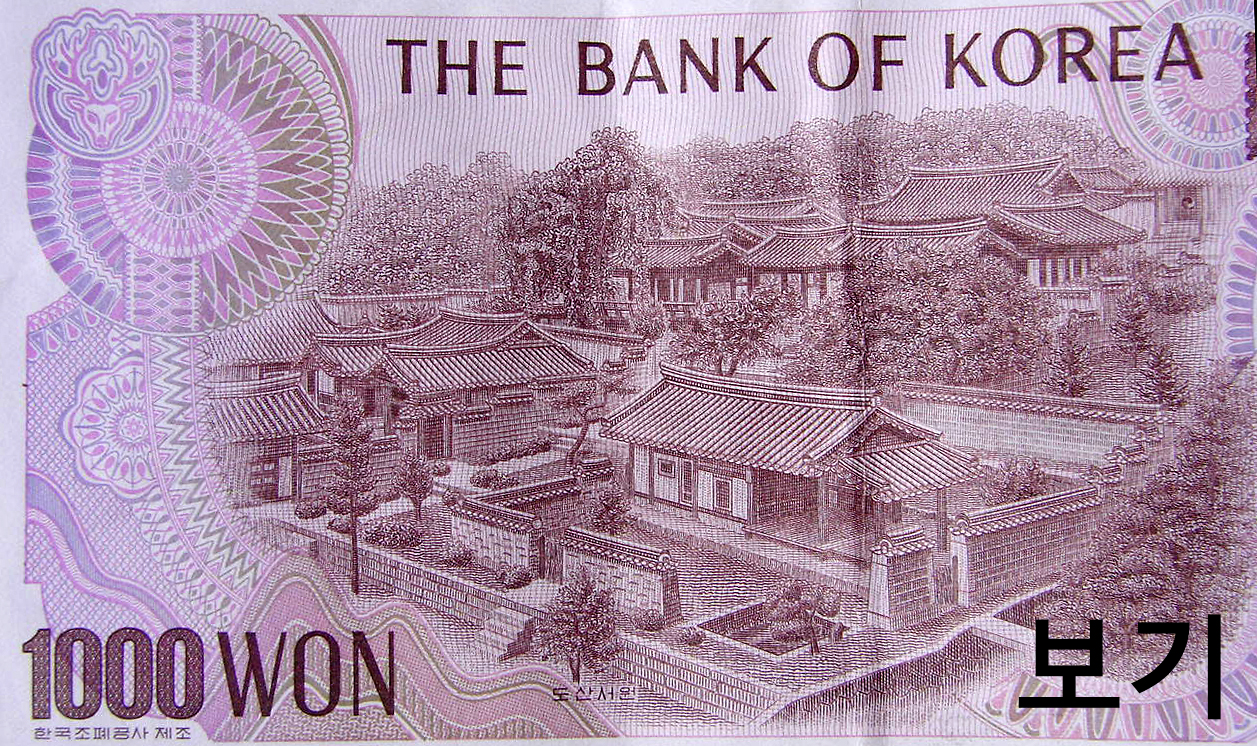
旧1000ウォン札

陶山書院（とうざんしょいん、トサンしょいん、도산서원、トサンソウォン）は、大韓民国慶尚北道安東市陶山面土渓里にある書院。韓国の旧1000ウォン札にも李滉とともに描かれている。

## 概要
元々は1560年に李滉によって建てられた陶山書堂。彼の死後、祠が設けられるとともに書院として整備され、1574年、当時の朝鮮国（李朝）の14代国王宣祖より、「陶山書院」の額を下賜された。李氏朝鮮の儒学研究において重要な役割を果たし、のち興宣大院君によって書院撤廃令が出されたときも、陶山書院はその対象から外された。
第二次世界大戦後、朴正煕大統領の時代に新しく玉珍閣が設けられ、ここで李滉が用いたとされる文具などが展示されている。また、同大統領は日本産の金松を植樹したが、国民世論の反対で伐採された。
2019年にアゼルバイジャンで開かれた第43回世界遺産委員会では「書院、韓国の性理学教育機関群」に登録。9か所のうちの一つである。